# ابیگیری‌هوساهالی
ابیگیری‌هوساهالی (به لاتین: Abbigirihosahalli) در هند است که در کارناتاکا واقع شده‌است.